# الكسندر لويس
الكسندر لويس (بالإنجليزية: Alexander Lewis)‏ هو سياسي أمريكي، ولد في 4 أكتوبر 1822 في وندسور في كندا، وتوفي في 18 أبريل 1908 في ديترويت في الولايات المتحدة.